# Tròpic

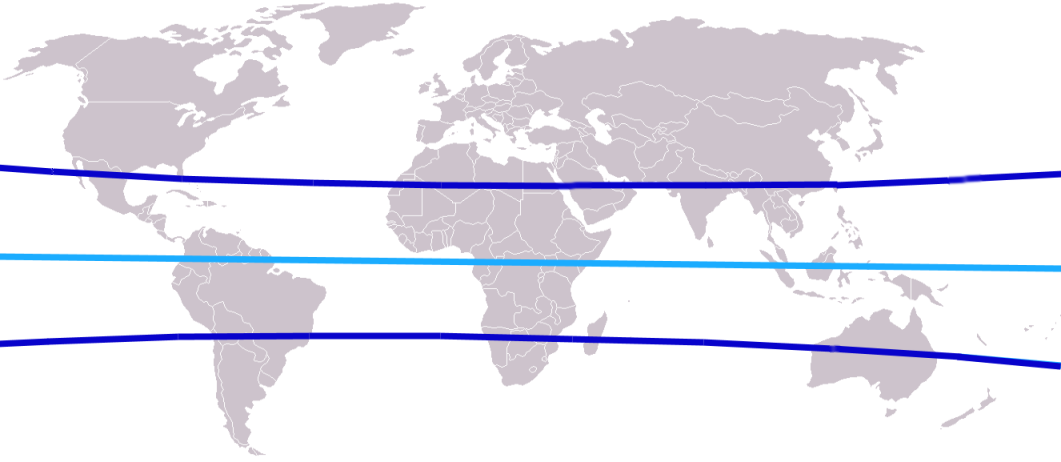
Mapa mundi amb els tròpics marcats en blau fosc

Tròpic prové del grec tropos, que significa volta, i correspon a cadascun dels paral·lels terrestres situats a una distància de 23° 27′ de l'equador.
L'existència de paral·lels, així com de meridians, ve marcada per la necessitat de situar un punt concret de la superfície terrestre, i d'assignar-li les coordenades de latitud i longitud (ex. 32° N, 27° 15′ E).
Els paral·lels són les interseccions produïdes sobre l'esfera terrestre per uns plans imaginaris, paral·lels entre ells, i alhora perpendiculars a l'eix de gir de la Terra. Sobre aquestes línies es mesura la latitud, que pot variar entre els 90° N i els 90° S.
La Terra realitza el seu moviment de translació seguint una òrbita el·líptica al voltant del Sol, que és en un dels focus de l'el·lipse. Aquesta òrbita, el centre de la Terra i el centre del Sol són tots en un pla imaginari anomenat eclíptica. Com que l'eix de gir de la Terra no és perpendicular al pla de l'eclíptica amb la qual manté un angle de 23,5º, la intersecció d'aquest pla amb l'esfera no coincideix amb un pla paral·lel, sinó que ho fa amb aquest mateix angle.
La latitud màxima amb què aquest pla talla l'esfera terrestre és de 23° 27′ N i 23° 27′ S; per això els paral·lels que passen per aquestes latituds tenen una rellevància especial i s'anomenen Tròpic de Càncer (en l'hemisferi Nord) i Tròpic de Capricorn (en l'hemisferi Sud). Coincideixen amb la latitud en què en el moment del solstici d'estiu del respectiu hemisferi el sol es troba al migdia al zenit de l'observador.